# 1195 Orangia
1195 Orangia (1931 KD) là một tiểu hành tinh vành đai chính được phát hiện ngày 24 tháng 5 năm 1931 bởi C. Jackson ở Johannesburg (UO).